# Roger Glover
Roger David Glover (nascut a Aberhonddu (Gal·les) el 30 de novembre de 1945) és un baixista, compositor i productor musical britànic. Se'l coneix principalment per ser el baixista dels grups de rock dur Deep Purple i Rainbow. Com a membre de Deep Purple, Glover va entrar al Rock and Roll Hall of Fame l'abril de 2016.

## Primers anys
Va néixer a Aberhonddu (Brecon en anglès), Gal·les, i als nou anys es va traslladar amb la seva família a la zona de South Kensington de Londres. Cap a aquella època es va començar a interessar en la música rock, i als tretze anys va començar a tocar la guitarra.
Després es va traslladar al districte de Pinner, al nord de Londres, i mentre era a l'institut va fundar el seu primer grup, Madisons, amb una colla d'amics; amb el temps, aquest grup es va fusionar amb un de rival per convertir-se en Episode Six, un grup on més endavant va entrar el futur company de Deep Purple, el cantant Ian Gillan. Tots dos van plegar d'Episode Six el 1969 per anar a Deep Purple.

## Amb Deep Purple i en solitari

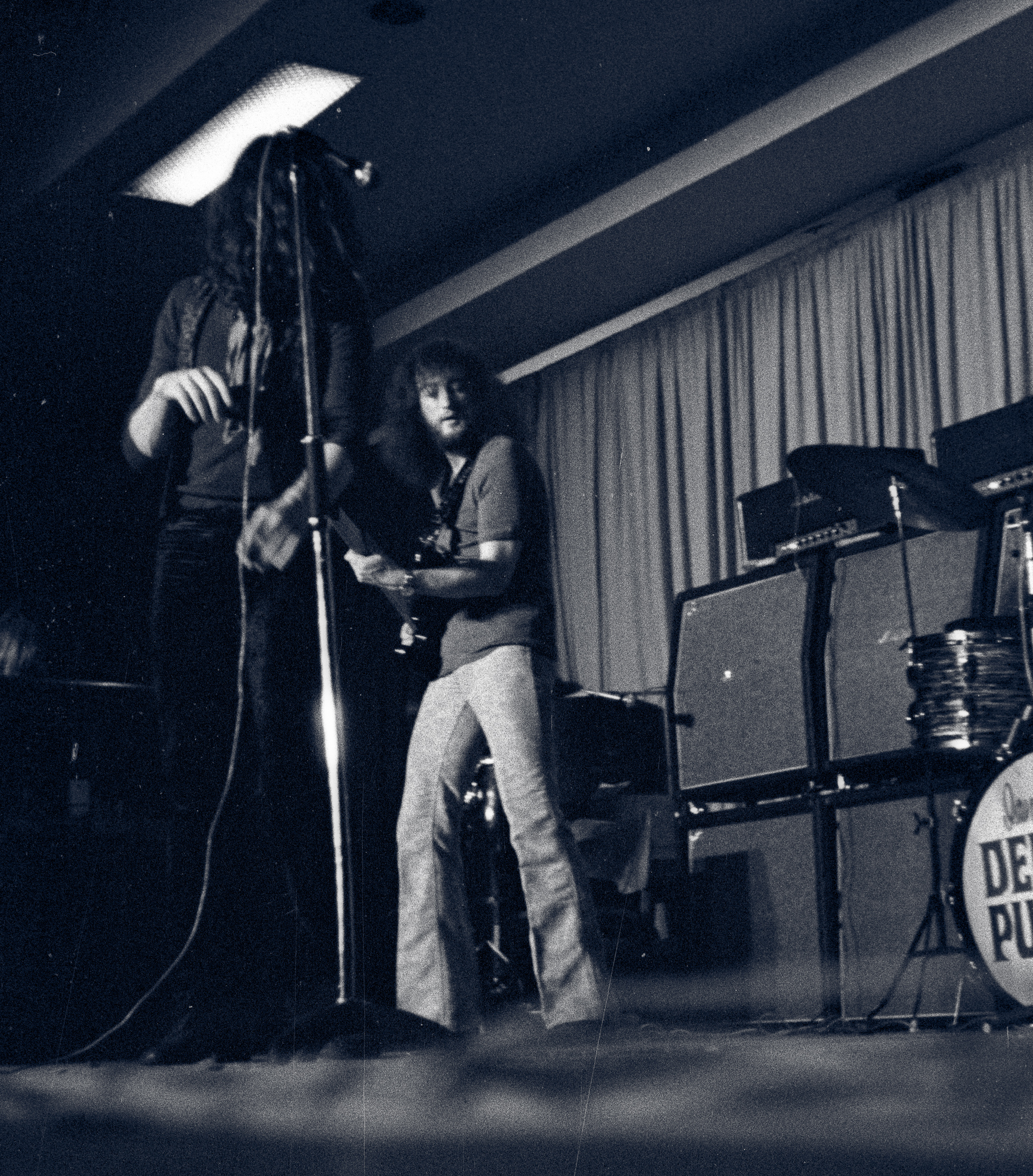
Deep Purple, Roger Glover 1970

Glover es va estar quatre anys (1969–1973) amb Deep Purple, durant els quals el grup va tenir els seus majors èxits amb els àlbums in Rock, Fireball, Machine Head, Who Do We Think We Are i el disc en directe Made in Japan. Fou ell qui va pensar el títol de la cançó icònica del grup "Smoke on the Water", inspirant així la lletra de la cançó que fou escrita per Ian Gillan. Glover diu que el títol li va venir quan es va despertar d'un somni, dos dies després del famós incendi al Llac Léman. Encara que el títol li agradava, no li feia gràcia que el grup l'utilitzés perquè al principi creia que sonava com una cançó sobre les drogues. Glover també va idear el riff de guitarra de "Maybe I'm a Leo", declarant que, "Vaig compondre el riff de 'Maybe I'm a Leo' després de sentir How do you sleep? de John Lennon".
Glover va tocar el baix al primer àlbum en solitari de Jon Lord, 'Gemini Suite' (1971), i era el solista principal al moviment de baix.
Glover va plegar de Deep Purple, juntament amb en Gillan, després de la segona gira pel Japó l'estiu de 1973.
Al llarg dels anys 1970 Glover va produir àlbums i/o senzills de grups com Judas Priest, Nazareth, Elf, Status Quo, la Ian Gillan Band i David Coverdale.
El 1974 Glover va publicar el seu primer disc en solitari, The Butterfly Ball and the Grasshopper's Feast, d'on en va sortir el senzill "Love Is All", amb la veu de Ronnie James Dio. El senzill no va fer gran cosa al Regne Unit, però va ser un èxit inesperat als Països Baixos i Bèlgica. La cançó venia amb un vídeo musical d'animació protagonitzat per una granota que tocava la guitarra. El 1978 va seguir el seu segon disc: Elements.
Entre 1979 i 1984 fou el baixista, lletrista i productor del grup de Ritchie Blackmore, Rainbow, treballant en quatre dels seus discos d'estudi.
El 1983 va gravar el seu tercer disc en solitari, Mask, que es va publicar l'any següent.
Quan Deep Purple es va reunificar l'abril de 1984, Glover va tornar al seu antic grup, i s'hi ha quedat des de llavors.
El 1988 Glover, amb el seu company a Deep Purple Ian Gillan, van gravar com a projecte secundari l'àlbum Accidentally on Purpose. Gairebé dues dècades després, Glover va tocar amb Gillan durant la breu gira que va fer en Gillan el 2006.
El 2002 Glover va publicar el seu quart disc en solitari, titulat Snapshot, amb el nom Roger Glover and the Guilty Party. A l'àlbum hi van col·laborar Randall Bramblett (que figurava com a coautor en algunes cançons) així com la filla de Glover, Gillian.

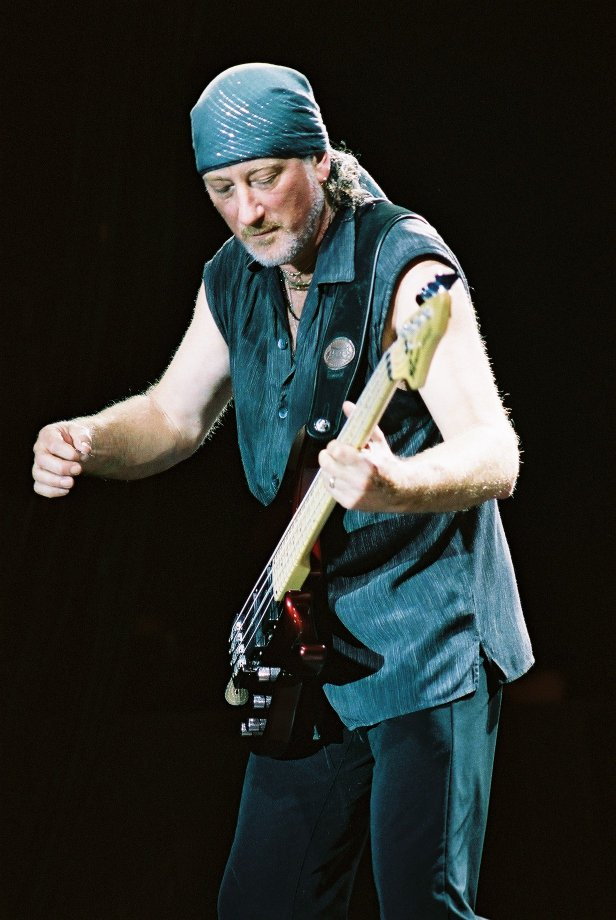
Roger Glover en concert a Big Flats, Nova York el 2002

El 2011 va publicar el segon àlbum de Guilty Party, If Life Was Easy, amb convidats com Dan McCafferty i Pete Agnew de Nazareth així com Walther Gallay i Daniel "Sahaj" Ticotin.

## Col·laboracions i actuacions destacades
El 2001 Glover fou un dels múltiples baixistes que van contribuir al doble àlbum de Gov't Mule The Deep End, gravat com a homenatge al difunt Allen Woody, el baixista original dels Mule. Glover va tocar a "Maybe I'm a Leo", original de Deep Purple, que era una de les cançons preferides de Woody. El 3 de maig de 2003, a Nova Orleans, Glover també va participar en un concert especial de Gov't Mule amb aparicions de tots els baixistes que havien contribuït a l'àlbum The Deep End.

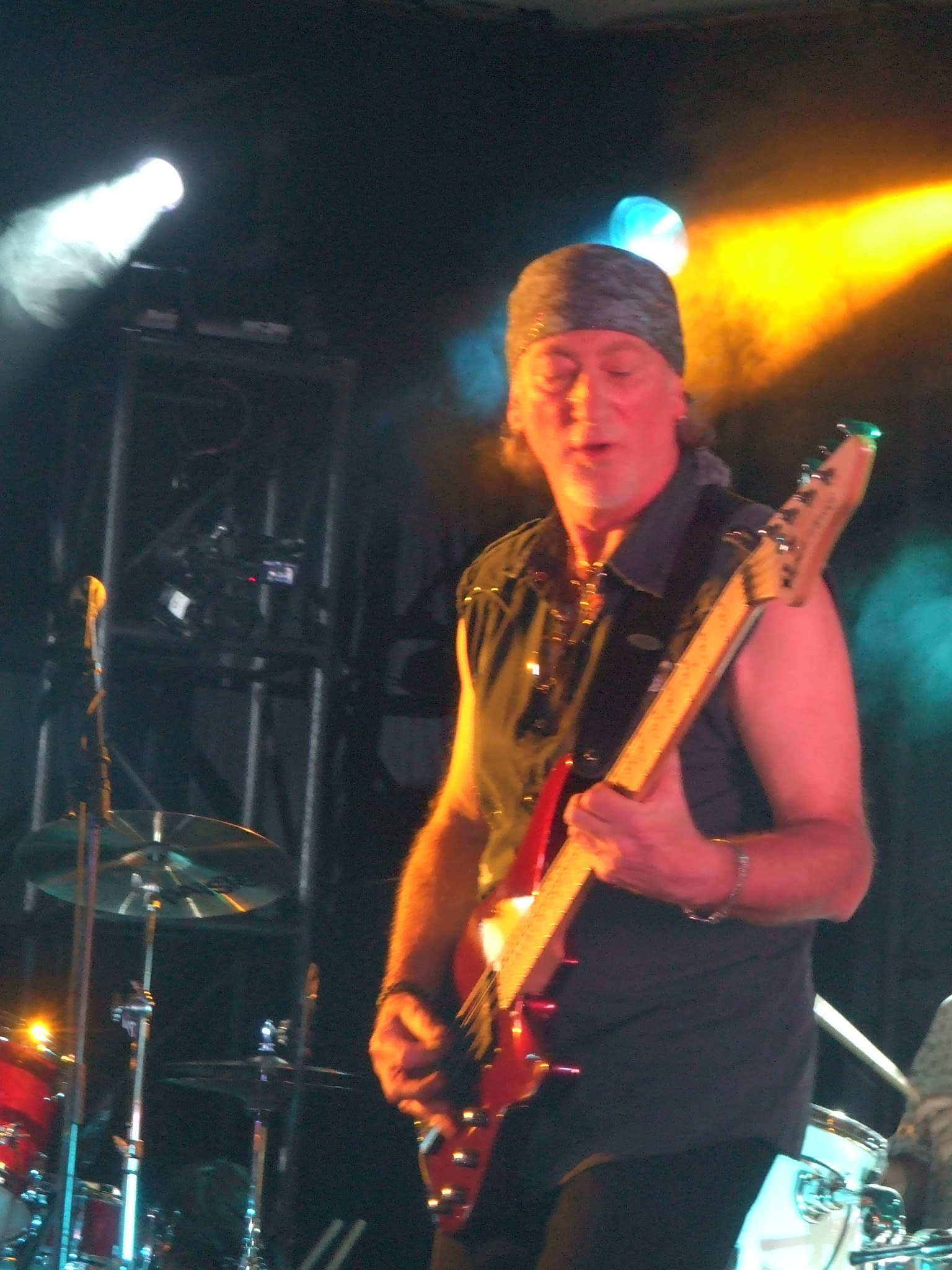
Roger Glover actuant a Londres per al Sunflower Jam, 2007.

El 7 d'octubre 2007 Glover va acompanyar el seu antic company de grup Jon Lord per interpretar el Concerto for Group and Orchestra al Royal & Derngate a Northampton. Al concert també hi participava la Royal Philharmonic Orchestra dirigida per Paul Mann.
El 2008 Glover va tocar en un senzill caritatiu anomenat "Lucy's Song". Els ingressos d'aquest senzill anaven al Linda McCartney Cancer Centre per promoure la detecció del càncer de pit.
El 21 de març de 2012 Ian Paice estava actuant amb el grup de tribut Purpendicular a Pratteln, Suïssa. El grup va tenir un reforç inesperat quan Roger Glover "passava per allà" i va pujar a l'escenari.

## Vida privada
Glover s'ha casat dos cops i té tres filles. La gran, Gillian Glover (nascuda el 1976), és del seu primer matrimoni i també es dedica a la música. Actualment viu a Suïssa amb la seva companya i les seves dues filles.
El 2004 ITV Wales va emetre un programa especial sobre Glover, titulat Roger Glover – Made in Wales amb entrevistes a altres músics com Ian Gillan i Ian Paice, així com la mare d'en Glover, Brenda, i la que llavors era la seva esposa, Lesley.

## Equip
Roger Glover va tocar baixos Fender Precision, Fender Mustang i Rickenbacker 4001 durant els primers anys amb Deep Purple. A finals dels anys 1970, va fer servir un Gibson Thunderbird. A mitjans dels anys 1980 va utilitzar un baix Peavey Foundation amb màstil Peavey Fury Bass. Des de mitjans dels anys 1990, utilitza baixos Vigier, amplificadors SWR, i cordes Picato i Ernie Ball.

## Pintura i fotografia
El 22 d'octubre de 2010 es va inaugurar una exposició de pintura de Roger Glover anomenada Happy Silence a la Galeria K-8 e.V. de Colònia. Anteriorment havia portat a subhasta molts quadres seus en altres galeries, amb finalitats caritatives, però aquesta vegada va ser la primera presentació completa de la seva obra.

## Discografia
| Episode Six - Put Yourself in My Place (1987) - BBC Radio 1 Live 1998/1969 (1997) - The Complete Episode Six (1991) - Cornflakes and Crazyfoam (2002) - Love, Hate, Revenge (2005) Discos de recopilació de cançons gravades entre 1964 i 1969 En solitari - Let's Go to the Disco/Broken Man (single) (1974, amb Ray Fenwick, publicat amb el nom Marlon) - The Butterfly Ball and the Grasshopper's Feast (1974) - Strawberry Fields Forever/Isolated Lady (single) (1975, amb Eddie Hardin) - Elements (1978) - Mask (1984) - Accidentally on Purpose (1988, amb Ian Gillan) - Snapshot (2002) - If Life Was Easy (2011) Aparicions com a convidat - Rupert Hine & David MacIver – Pick Up a Bone (1971) - Jon Lord – Gemini Suite (1972) - Dave Cousins – Two Weeks Last Summer (1972) - Nazareth – Loud 'n' Proud (1973, "Free Wheeler") - Andy Mackay – In Search For Eddie Riff (1974) - Dan McCafferty – Dan McCafferty (1975) - Ian Gillan Band – Child in Time (1976) - Eddie Hardin – Wizard's Convention (1976, "Loose Ends") - John Perry – Sunset Wading (1976) - Eddie Hardin – You Can't Teach An Old Dog New Tricks (1977) - David Coverdale – White Snake (1977) - David Coverdale – Northwinds (1978) - Joe Breen – More Than Meets The Eye (1978) - Wheels – Don't Be Strange (1979) - Eddie Hardin – Circumstantial Evidence (1982) - Ian Gillan – Naked Thunder (1990, "No More Cane on the Brazos") - Pretty Maids – Jump The Gun (1990, "Dream On") - Ian Gillan – Cherkazoo and Other Stories (1992, gravacions arxivades de 1972–1974) - Gov't Mule – The Deep End, Volume 1 (2001, "Maybe I'm A Leo") - Gov't Mule – The Deepest End, Live in Concert (2003, "Maybe I'm A Leo") - Ian Gillan – Gillan's Inn (2006) - Domminney – Lucy's Song (senzill caritatiu for Field for Women) (2008) - Bernhard Welz – Stay Tuned (2010, "Believe Me") - Walther Gallay – Stigmates (2014) - Celebrating Jon Lord (2014) - Purpendicular – This Is The Thing #1 (2015) - Alice Cooper – Paranormal (2017) | Com a productor - Rupert Hine & David MacIver – Pick Up a Bone (1971) - Elf – Elf (1972, amb Ian Paice) - Nazareth – Razamanaz (1973) - Nazareth – Loud 'n' Proud (1974) - Nazareth – Rampant (1974) - Spencer Davis Group – Living in a Back Street (1974) - Hardin & York, amb Charlie McCracken – Hardin & York, with Charlie McCracken (1974, només dues cançons) - Elf – Carolina County Ball (1974) - Elf – Trying to Burn the Sun (1975) - Reflections – Moon Power/Little Star (senzill) (1975) - Strapps – Strapps (1976) - Ian Gillan Band – Child in Time (1976) - Rory Gallagher – Calling Card (1976) - Status Quo – Wild Side of Life/All Through The Night (senzill) (1976) - Judas Priest – Sin After Sin (1977) - Young & Moody – Young & Moody (1977) - Eddie Hardin – You Can't Teach An Old Dog New Tricks (1977) - Strapps – Secret Damage (1977, amb Louie Austin i Chris Kimsey) - David Coverdale – White Snake (1977) - David Coverdale – Northwinds (1978) - Barbi Benton – Ain't That Just the Way (1978) - Joe Breen – More Than Meets The Eye (1978) - Grand Theft – Have You Seen This Band? (1978) - Rainbow – Down to Earth (1979) - Young & Moody – Devil Went Down To Georgia/You Can't Catch Me (senzill) (1979) - Young & Moody – All The Good Friends/Playing Your Game (senzill) (1980) - Michael Schenker Group – The Michael Schenker Group (1980) - Rainbow – Difficult to Cure (1981) - Rainbow – Straight Between the Eyes (1982) - Rainbow – Bent Out of Shape (1983) - Deep Purple – Perfect Strangers (1984, amb Deep Purple) - Rainbow – Finyl Vinyl (1986) - Deep Purple – The House of Blue Light (1987, amb Deep Purple) - Pretty Maids – Jump the Gun (1990) - Deep Purple – Slaves and Masters (1990) - Deep Purple – The Battle Rages On... (1993, amb Thom Panunzio) - Deep Purple – Purpendicular (1996) - Deep Purple – Abandon (1998) - Dream Theater – Made in Japan (2006) - Gillian Glover – Red Handed (2007, producció addicional) - Café Bertrand – L'Art délicat du Rock & Roll (2008, mescla) - Young & Moody – Back for the Last Time Again (2011, gravacions d'arxiu) Aparicions en cinema i televisió - 1976 The Butterfly Ball (feature film) - 1991 Deep Purple – Heavy Metal Pioneers (Warner, entrevistat) - 1995 Rock Family Trees, ep. Deep Purple (TV, entrevistat) - 1996 In a Metal Mood - 2000 100 Greatest Artists of Hard Rock (TV, entrevistat) - 2002 Gov't Mule – Rising Low (llargmetratge) - 2002 Classic Albums, ep. Deep Purple – Machine Head (Granada, entrevistat) - 2004 Roger Glover – Made in Wales (ITV, entrevistat) - 2006 Memo – Ivan Pedersen's 40 års karriere (llargmetratge, entrevistat) - 2007 Ian Gillan – Highway Star: A Journey in Rock (llargmetratge, entrevistat) - 2011 Metal Evolution, ep. Early Metal, Part 2: UK Division (VH1, entrevistat) - 2013 Behind The Music Remastered, ep. Deep Purple (VH1, entrevistat) |